# Stefano Bedetti
Stefano Bedetti (* 30. November 1973) ist ein italienischer Jazzmusiker (Tenor- und Sopransaxophon, Komposition).

## Leben und Wirken
Bedetti begann als Autodidakt mit dem Saxophonspiel, nachdem er die Jazzmusik entdeckt hatte. Der Schlagzeuger Giulio Capiozzo bemerkte sein Talent und holte ihn in die Gruppe Area. Seit 1995 spielte er in der Band Jestofunk; mit ihr tourte er zehn Jahre lang weltweit, trat auf zahlreichen Festivals auf und war an drei wichtigen Tonträgern der Gruppe beteiligt. 2004 wurde er Mitglied des Quintetts von Marco Tamburini (mit Cameron Brown und Billy Hart in der Rhythmusgruppe). 
2005 gründete Bedetti sein eigenes Quartett und veröffentlichte 2007 beim italienischen Independent-Label Philology sein erstes Album als Leader, The Bright Side of the Moon, das in den Italian Jazz Awards zur besten Jazzplatte des Jahres gewählt wurde. Seit 2009 trat er in seinem Trio mit Ed Howard bzw. Bill Hart oder Victor Lewis auf. Weiterhin hat er mit George Cables, Jimmy Owens, George Garzone, Dave Stryker, Billy Drummond, Tony Scott, Barry Altschul, Gianni Basso, Roberto Gatto, Antonio Faraò, Dado Moroni und Fabrizio Bosso gearbeitet. Er ist auch auf Alben von Simone Zanchini, Ratko Zjača und Rossella Cappadone zu hören.

## Belege
1. ↑  Bright Side of the Moon , Allmusic, abgerufen am 10. Juli 2019.

| Personendaten    | Personendaten                                     |
| ---------------- | ------------------------------------------------- |
| NAME             | Bedetti, Stefano                                  |
| KURZBESCHREIBUNG | italienischer Jazzmusiker (Saxophon, Komposition) |
| GEBURTSDATUM     | 30. November 1973                                 |